# Friedrich V. (Nürnberg)
Friedrich V. von Nürnberg (* um 1333; † 21. Januar 1398) war ab 1357 Burggraf von Nürnberg aus dem Haus Hohenzollern.

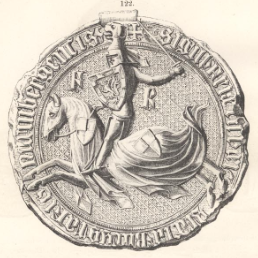
Friedrich V. von Nürnberg

## Leben
Friedrich war der Sohn von Burggraf Johann II. von Nürnberg und Elisabeth Gräfin von Henneberg. Seit dem Tod des Vaters 1357 trug er den Titel eines Burggrafen und war damit verantwortlich für die Sicherung der strategisch bedeutsamen kaiserlichen Burg von Nürnberg. Der neue Burggraf musste bis 1361, genau wie sein Vater vor ihm, eine Nebenregierung dessen jüngeren Bruders Albrecht tolerieren. Friedrich V. werden außergewöhnliche Geschäftstüchtigkeit und gute Kenntnisse des Lateinischen nachgesagt, was ihn dazu befähigte, Urkunden selbst zu entwerfen. In diesem Zusammenhang ist es nicht verwunderlich, dass er sich auch über die Grenzen seiner Besitzungen in der Reichspolitik betätigte. Er erneuerte die Reichstreue des Hauses Hohenzollern, sie führte ihn an die Seite Kaiser Karls IV. Im Dienst des Kaisers übernahm er das Amt eines Reichshauptmanns an der Spitze eines Landfriedenbundes in Franken, danach war er als Reichslandvogt im Elsass und später in Oberschwaben tätig. Sein Einsatz für die kaiserliche Sache führte dazu, dass Karl IV. ihn mit dem Privileg von 1363 als ersten Burggrafen in den Reichsfürstenstand erhob. Ihm wurde in Form einer Goldbulle des Kaisers bestätigt, dass das Haus Hohenzollern ein edles Glied des Reiches (nobile membrum sacri imperii) sei und von alters her dem Reichsfürstenstand angehöre sowie die Privilegien der Kurfürsten genieße. Zu diesen Rechten zählte unter anderem auch das Privilegium de non evocando, die unbeschränkte Gerichtsgewalt, die das Eingreifen des Kaisers nur bei landesherrlicher Rechtsverweigerung zuließ. Durch Käufe gelang es Friedrich V., das Gebiet der Hohenzollern zu vergrößern. So erwarb er beispielsweise im Jahre 1373 die Stadt Hof von den Vögten von Weida. Friedrich V. dankte im Jahre 1397 ab und starb 1398 auf der Plassenburg, wo er sich zur Ruhe gesetzt hatte.

## Nachfolgeregelung
Friedrich V. wollte eine Teilung des Hohenzollerngebiets vermeiden und legte seinen Söhnen Johann III. und Friedrich VI. nahe, darauf zu verzichten. Das Prinzip der Primogenitur hatte sich bei den Hohenzollern noch nicht durchgesetzt. So wurde in der Dispositio Fridericiana des Jahres 1385 festgelegt, dass die Brüder die ersten zehn Jahre gemeinsam herrschen sollten. Bestimmte Schlösser, Regalien und Bergwerke sollten unteilbar sein. Der Fürst forderte seine Söhne dazu auf, auch danach gemeinsam zu regieren. Für den Fall, dass sie dies nicht wollten, sah die Dispositio Fridericiana folgende Teilung vor, an die sich die Brüder auch hielten: Die Nürnberger Burg und das Landgericht sollten sie gemeinsam betreuen. Das Land der Hohenzollern wurde in die beiden Hauptgebiete Bayreuth und Ansbach aufgeteilt. Da Johann bereits 1420 ohne Erben verstarb, fiel nach dessen Tod sein Gebiet auch an Friedrich.

## Nachkommen
Friedrich, ein Schwager des Bischofs von Bamberg (Ludwig von Meißen, der 1367 die Erbrechte des Burggrafen sicherte), war seit 1350 mit der Wettiner Prinzessin Elisabeth von Meißen (1329–1375), Tochter Friedrichs II. und Enkelin Kaiser Ludwigs IV., verheiratet. Ihre Nachkommen waren:
- Beatrix (1355–1414), Gattin des Herzogs Albrecht III. von Österreich
- Elisabeth (1358–1411), Gattin König Ruprechts
- Agnes, (* 1366; † 22. Mai 1432), Klarissenkloster in Hof (1376–1386), heiratete 1386 in Konstanz den Freiherrn Friedrich von Daber († 15. Juli 1410), Frauenkloster in Hof (1406–1432), 1411–1432 Äbtissin
- Margarete (1367–1406), Gattin des Landgrafen Hermann II. von Hessen
- Johann III., Burggraf (1369–1420)
- Friedrich VI. (1371–1440), Burggraf, als Friedrich I. erster Kurfürst von Brandenburg aus dem Haus Hohenzollern
- Anna (1375–1392)
- Katharina (1375–1409), Äbtissin des Klarissenklosters in Hof